# Loi 16 du beach soccer
La loi 16 du beach soccer fait partie des lois régissant le beach soccer, maintenues par l'International Football Association Board (IFAB). La loi 16 se rapporte à la double passe en retrait au gardien.

## Règlement actuel

### Double passe
Le gardien de but ne peut volontairement toucher le ballon de la main ou du bras si un de ses coéquipiers le lui passe pour la deuxième fois consécutive sans qu’un joueur adverse ne l’ait entre-temps touché. Lorsqu’une passe au gardien est effectuée pour la première fois, un des arbitres la signale en levant le bras.

### Infractions et sanctions
Un coup franc direct est accordé à l’équipe adverse sur le point central imaginaire si le gardien de but réceptionne le ballon à la main à l’occasion d’une deuxième passe en retrait consécutive de la part d’un coéquipier, sans qu’un adversaire n’ait touché le ballon.